# 尚特里-比耶日
尚特里-比耶日（法語：Chaintrix-Bierges，法語發音：[ʃɛ̃tʁi bjɛʁʒ]）是法国马恩省的一个市镇，属于香槟沙隆区。该市镇于1858年由原市镇尚特里（Chaintrix）和比耶尔日（Bierges）合并而成。

## 地理
尚特里-比耶日（48°54'6"N, 4°6'24"E）面积10.31 平方千米，位于法国大東部大區马恩省，该省份为法国东北部内陆省份，北起阿登省，西北接埃纳省，西南接塞纳-马恩省，南至奥布省，东南接上马恩省，东临默兹省。
与尚特里-比耶日接壤的市镇（或旧市镇、城区）包括：特雷孔、韦利、新城-雷讷维尔-舍维尼、武济。
尚特里-比耶日的时区为UTC+01:00、UTC+02:00（夏令时）。

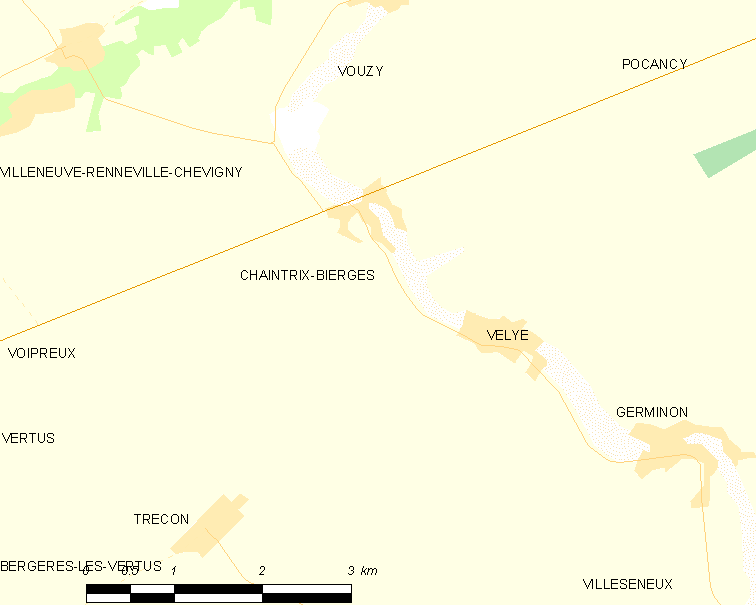
尚特里-比耶日的OSM定位图

## 行政
尚特里-比耶日的邮政编码为51130，INSEE市镇编码为51107。

## 政治
尚特里-比耶日所属的省级选区为韦尔蒂-香槟平原县。

## 人口

1962-2008年间尚特里-比耶日人口变化图示

尚特里-比耶日于2022年1月1日时的人口数量为344人。